# Amarelo esverdeado
Amarelo-esverdeado é uma mistura do verde e do amarelo. É muito parecido com o verde lima. O amarelo esverdeado está diretamente no meio do espectro de luz visível pelo olho humano, e é isto que faz esta cor se destacar.